# جون كالفين فيرغسون
جون كالفين فيرغسون (بالإنجليزية: John Calvin Ferguson)‏ هو مبشر أمريكي، ولد في 1866، وتوفي في 1945 في بوسطن في الولايات المتحدة.